# Символи Крістофеля
Символи Крістофеля (позначаються {\displaystyle \Gamma _{ij}^{k}}) — це коефіцієнти компенсаційного доданка, який зменшує вплив викривлення системи координат на диференціювання векторів та тензорів. Існує також альтернативна назва для символів Крістофеля — коефіцієнти афінної зв'язності.
Символи Крістофеля не є тензором, бо не підкоряються тензорному правилу переходу в іншу систему координат.
Розглянемо {\displaystyle n}-вимірний многовид, вміщений в {\displaystyle N}-вимірний евклідовий простір ({\displaystyle N\geq n}). Точки евклідового простору будемо зображати радіус-вектором {\displaystyle \mathbf {r} }, який в прямокутних декартових координатах має вигляд:
{\displaystyle (1)\qquad \mathbf {r} =\left\{x^{1},x^{2},\dots ,x^{N}\right\}}
Многовид в цьому просторі задається параметрично вектор-функцією:
{\displaystyle (2)\qquad \mathbf {r} =\mathbf {r} (u^{1},u^{2},\dots u^{n})}
Параметри {\displaystyle u^{1},u^{2},\dots u^{n}} є координатами на многовиді. Часткові похідні радіус-вектора по цих координатах будуть дотичними векторами до многовиду і утворюють базис в дотичному афінному підпросторі евклідового простору.
{\displaystyle (3)\qquad \mathbf {r} _{i}={\partial \mathbf {r}  \over \partial u^{i}}}
Розглянемо другу похідну {\displaystyle \mathbf {r} _{ij}} радіус-вектора многовида по параметрах. Це є вектор, який можна розкласти на два вектори — дотичний до многовиду {\displaystyle \mathbf {a} _{ij}} і перпендикулярний {\displaystyle \mathbf {b} _{ij}}:
{\displaystyle (4)\qquad \mathbf {r} _{ij}={\partial ^{2}\mathbf {r}  \over \partial u^{i}\partial u^{j}}=\mathbf {a} _{ij}+\mathbf {b} _{ij}}
Дотичний вектор можна розкласти за базисом {\displaystyle \mathbf {r} _{k}}:
{\displaystyle (5)\qquad \mathbf {a} _{ij}=\Gamma _{ij}^{k}\mathbf {r} _{k}}
Коефіцієнти розкладу (числа {\displaystyle \Gamma _{ij}^{k}}) вивчав німецький математик Елвін Бруно Крістофель, тому вони називаються символами Крістофеля.
Ми можемо формули (4) і (5) зібрати в одну формулу:
{\displaystyle (6)\qquad \mathbf {r} _{ij}=\Gamma _{ij}^{s}\mathbf {r} _{s}+\mathbf {b} _{ij}}

## Символи Крістофеля першого роду
Помножимо рівність (6) скалярно на базисний вектор {\displaystyle \mathbf {r} _{k}}, і врахуємо ортогональність вектора {\displaystyle \mathbf {b} _{ij}}:
{\displaystyle (7)\qquad (\mathbf {r} _{ij}\cdot \mathbf {r} _{k})=\Gamma _{ij}^{s}(\mathbf {r} _{s}\cdot \mathbf {r} _{k})=g_{ks}\Gamma _{ij}^{s}}
в останньому виразі ми використали позначення метричного тензора {\displaystyle g_{ij}}, який виражається через скалярні добутки базисних векторів.
Одержані в правій частині цієї рівності величини називаються символами Крістофеля першого роду, і позначаються тією ж великою літерою «гамма», але з опущеним індексом (і відокремленим комою, щоб підкреслити його особливість у порівнянні з двома іншими індексами):
{\displaystyle (8)\qquad \Gamma _{ij,k}=g_{ks}\Gamma _{ij}^{s}=(\mathbf {r} _{ij}\cdot \mathbf {r} _{k})}
Ми можемо також навпаки, виразити звичайні символи Крістофеля (які називаються аналогічно символами Крістофеля другого роду) через символи Крістофеля першого роду, домноживши (8) на обернений метричний тензор {\displaystyle g^{pk}}:
{\displaystyle (9)\qquad \Gamma _{ij}^{p}=\delta _{s}^{p}\Gamma _{ij}^{s}=g^{pk}g_{ks}\Gamma _{ij}^{s}=g^{pk}\Gamma _{ij,k}}

## Симетрія по нижніх індексах
Внаслідок теореми про рівність змішаних похідних {\displaystyle \mathbf {r} _{ij}=\mathbf {r} _{ji}} і з рівності (8) ми одержуємо, що символи Крістофеля першого роду симетричні по перших двох індексах:
{\displaystyle (10)\qquad \Gamma _{ij,k}=\Gamma _{ji,k}}
Те саме стосується символів Крістофеля з верхнім індексом внаслідок (9), дійсно:
{\displaystyle (11)\qquad \Gamma _{ji}^{p}=g^{pk}\Gamma _{ji,k}=g^{pk}\Gamma _{ij,k}=\Gamma _{ij}^{p}}

## Зв'язок з метричним тензором
Візьмемо частинну похідну від компоненти метричного тензора (яка, як відомо, дорівнює скалярному добутку базисних векторів):
{\displaystyle (12)\qquad {\partial g_{ij} \over \partial u^{k}}={\partial  \over \partial u^{k}}(\mathbf {r} _{i}\cdot \mathbf {r} _{j})=(\mathbf {r} _{ki}\cdot \mathbf {r} _{j})+(\mathbf {r} _{i}\cdot \mathbf {r} _{kj})}
Для спрощення запису подальших формул, введемо наступне позначення оператора частинної похідної:
{\displaystyle (13)\qquad \partial _{k}={\partial  \over \partial u^{k}}}
Тоді з формул (12) і (8) маємо формулу, яка виражає похідні метричного тензора через символи Крістофеля першого роду:
{\displaystyle (14)\qquad \partial _{k}g_{ij}=\Gamma _{ki,j}+\Gamma _{kj,i}}
Можна також і навпаки, виразити символи Крістофеля через похідні метричного тензора. Для цього з формули (14) утворимо ще дві еквівалентні формули, циклічно переставляючи індекси {\displaystyle (ijk)}:
{\displaystyle (14a)\qquad \partial _{i}g_{jk}=\Gamma _{ij,k}+\Gamma _{ik,j}}
{\displaystyle (14b)\qquad \partial _{j}g_{ki}=\Gamma _{jk,i}+\Gamma _{ji,k}}
Якщо додати дві останні формули і від суми відняти (14), одержимо з врахуванням симетрії символів Крістофеля:
{\displaystyle (15)\qquad \partial _{i}g_{jk}+\partial _{j}g_{ki}-\partial _{k}g_{ij}=2\Gamma _{ij,k}}
звідки одержуємо формули для символів Крістофеля:
{\displaystyle (17)\qquad \Gamma _{ij,k}={1 \over 2}\left(\partial _{i}g_{jk}+\partial _{j}g_{ki}-\partial _{k}g_{ij}\right)}
{\displaystyle (18)\qquad \Gamma _{ij}^{s}={1 \over 2}\,g^{sk}\left(\partial _{i}g_{jk}+\partial _{j}g_{ki}-\partial _{k}g_{ij}\right)}
Ми бачимо, що символи Крістофеля залежать тільки від метричного тензора, а тому є поняттям внутрішньої геометрії многовиду і системи координат у многовиді.

## Формули згорток
Із формули (18) можна обчислити згортки символів Крістофеля:
{\displaystyle (19)\qquad \Gamma _{is}^{s}={1 \over {\sqrt {g}}}\partial _{i}{\sqrt {g}}}
{\displaystyle (20)\qquad g^{ij}\Gamma _{ij}^{s}=-{1 \over {\sqrt {g}}}\partial _{i}\left({\sqrt {g}}g^{is}\right)}
де буквою без індексів {\displaystyle g} позначено визначник матриці метричного тензора {\displaystyle (g_{ij})}. Вивід цих формул дивіться тут.

## Перехід в іншу систему координат
Нехай на многовиді окрім параметрів {\displaystyle \{u^{1},u^{2},\dots u^{n}\}} задано також інший набір параметрів {\displaystyle \{{\hat {u}}^{1},{\hat {u}}^{2},\dots {\hat {u}}^{n}\}}, які задають іншу систему координат.
Введемо такі позначення для (взаємно обернених) матриць переходу між цими системами координат:
{\displaystyle (21)\qquad \alpha _{j}^{i}={\partial {\hat {u}}^{i} \over \partial u^{j}};\qquad \beta _{j}^{i}={\partial u^{i} \over \partial {\hat {u}}^{j}}}
Базисні вектори в новій системі координат виражаються через старий базис за тензорним законом:
{\displaystyle (22)\qquad {\hat {\mathbf {r} }}_{i}={\partial \mathbf {r}  \over \partial {\hat {u}}^{i}}={\partial u^{k} \over \partial {\hat {u}}^{i}}{\partial \mathbf {r}  \over \partial u^{k}}=\beta _{i}^{k}\mathbf {r} _{k}}
Знайдемо, як виглядатиме формула (6) в новій системі координат. Спершу обчислюємо другу похідну:
{\displaystyle (23)\qquad {\hat {\mathbf {r} }}_{ij}={\partial  \over \partial {\hat {u}}^{i}}{\partial \mathbf {r}  \over \partial {\hat {u}}^{j}}={\partial  \over \partial {\hat {u}}^{i}}\left(\beta _{j}^{k}\mathbf {r} _{k}\right)=\left({\partial  \over \partial {\hat {u}}^{i}}\beta _{j}^{k}\right)\mathbf {r} _{k}+\beta _{j}^{k}{\partial  \over \partial {\hat {u}}^{i}}\mathbf {r} _{k}={\partial ^{2}u^{k} \over \partial {\hat {u}}^{i}\partial {\hat {u}}^{j}}\mathbf {r} _{k}+\beta _{j}^{k}\beta _{i}^{l}\mathbf {r} _{kl}}
В останньому доданку розпишемо {\displaystyle \mathbf {r} _{kl}} за формулою (6):
{\displaystyle (24)\qquad {\hat {\mathbf {r} }}_{ij}={\partial ^{2}u^{k} \over \partial {\hat {u}}^{i}\partial {\hat {u}}^{j}}\mathbf {r} _{k}+\beta _{j}^{k}\beta _{i}^{l}\left(\Gamma _{kl}^{p}\mathbf {r} _{p}+\mathbf {b} _{kl}\right)}
У формулі (24) зберемо докупи доданки з дотичними до многовиду векторами {\displaystyle \mathbf {r} _{k}}, перейменувавши при потребі індекси за якими іде згортка, і окремо виділимо ортогональний доданок:
{\displaystyle (25)\qquad {\hat {\mathbf {r} }}_{ij}=\left({\partial ^{2}u^{k} \over \partial {\hat {u}}^{i}\partial {\hat {u}}^{j}}+\beta _{i}^{p}\beta _{j}^{q}\Gamma _{pq}^{k}\right)\mathbf {r} _{k}+\beta _{i}^{k}\beta _{j}^{l}\mathbf {b} _{kl}}
Запишемо для порівняння також формулу (6) у новій системі координат.
{\displaystyle (26)\qquad {\hat {\mathbf {r} }}_{ij}={\hat {\Gamma }}_{ij}^{s}{\hat {\mathbf {r} }}_{s}+{\hat {\mathbf {b} }}_{ij}={\hat {\Gamma }}_{ij}^{s}\beta _{s}^{k}\mathbf {r} _{k}+{\hat {\mathbf {b} }}_{ij}}
Із формул (25) і (26) ми можемо зробити два висновки. По-перше, вектори повної кривини {\displaystyle \mathbf {b} _{ij}} при заміні координат змінюються за тензорним законом:
{\displaystyle (27)\qquad {\hat {\mathbf {b} }}_{ij}=\beta _{i}^{k}\beta _{j}^{l}\mathbf {b} _{kl}}
А по-друге, символи Крістофеля змінюються за таким правилом:
{\displaystyle (28)\qquad {\hat {\Gamma }}_{ij}^{s}\beta _{s}^{k}={\partial ^{2}u^{k} \over \partial {\hat {u}}^{i}\partial {\hat {u}}^{j}}+\beta _{i}^{p}\beta _{j}^{q}\Gamma _{pq}^{k}}
яке можна переписати, виразивши символи Крістофеля в новій системі координат:
{\displaystyle (29)\qquad {\hat {\Gamma }}_{ij}^{s}=\alpha _{k}^{s}\left({\partial ^{2}u^{k} \over \partial {\hat {u}}^{i}\partial {\hat {u}}^{j}}+\beta _{i}^{p}\beta _{j}^{q}\Gamma _{pq}^{k}\right)}
Цей закон перетворення не тензорний, завдяки наявності доданка другої похідної. Як наслідок, для довільного многовида і окремо взятої точки на многовиді можна підібрати таку систему координат, що всі символи Крістофеля стануть нульовими.

## Обчислення символів Крістофеля в евклідовому просторі
Нехай нашим многовидом буде евклідовий простір (з нульовим тензором Рімана), в якому задана декартова система координат {\displaystyle u^{1},u^{2},\dots u^{n}} і криволінійна система координат {\displaystyle \{{\hat {u}}^{1},{\hat {u}}^{2},\dots {\hat {u}}^{n}\}}. У декартових координатах всі символи Крістофеля {\displaystyle \Gamma _{pq}^{k}} тотожно дорівнюють нулю. А для символів Крістофеля в криволінійній системі координат внаслідок (29) одержуємо наступну формулу:
{\displaystyle (30)\qquad {\hat {\Gamma }}_{ij}^{s}=\alpha _{k}^{s}{\partial ^{2}u^{k} \over \partial {\hat {u}}^{i}\partial {\hat {u}}^{j}}=\alpha _{k}^{s}{\partial  \over \partial {\hat {u}}^{i}}\beta _{j}^{k}={\partial  \over \partial {\hat {u}}^{i}}\left(\alpha _{k}^{s}\beta _{j}^{k}\right)-\beta _{j}^{k}{\partial  \over \partial {\hat {u}}^{i}}\alpha _{k}^{s}=-\beta _{j}^{k}\beta _{i}^{l}{\partial  \over \partial u^{l}}\alpha _{k}^{s}}
або
{\displaystyle (31)\qquad {\hat {\Gamma }}_{ij}^{s}=-\beta _{j}^{k}\beta _{i}^{l}{\partial {\hat {u}}^{s} \over \partial u^{k}\partial u^{l}}=-{\partial u^{k} \over \partial {\hat {u}}^{j}}{\partial u^{l} \over \partial {\hat {u}}^{i}}{\partial {\hat {u}}^{s} \over \partial u^{k}\partial u^{l}}}
При обчисленні формули (30) ми врахували взаємну оберненість матриць:
{\displaystyle (32)\qquad \alpha _{k}^{s}\beta _{j}^{k}=\delta _{j}^{s}}
і те, що похідна від константи {\displaystyle \delta _{j}^{s}} дорівнює нулю.